# HD 5445
HD 5445 är en röd jätte i Bildhuggarens stjärnbild, som varierar i ljusstyrka (VAR).
Stjärnan har visuell magnitud +6,11 och varierar i ljusstyrka med en amplitud av 0,014 magnituder med en period av 1,07819 dygn.